# STS-30
إس تي إس-30 (بالإنجليزية: STS-30)‏ الرحلة التاسعة والعشرون ضمن برنامج مكوك الفضاء لوكالة ناسا، والرحلة الرابعة على متن مكوك الفضاء أتلانتس، انطلقت الرحلة في 4 مايو 1989 من مركز كينيدي للفضاء، وهبطت بعد أربعة أيام في الفضاء بتاريخ 8 مايو في قاعدة إدواردز الجوية، وهي رابع رحلة بعد كارثة تشالنجر،تم خلال الرحلة نشر مسبار ماجلان لقياس جاذبية اكوكب الزهرة والاقتراب من سطح الكوكب لإرسال الصور ليتم دراستها على الأرض، بلغ عدد الرواد المشاركين في الرحلة خمسة رواد.

## معرض صور

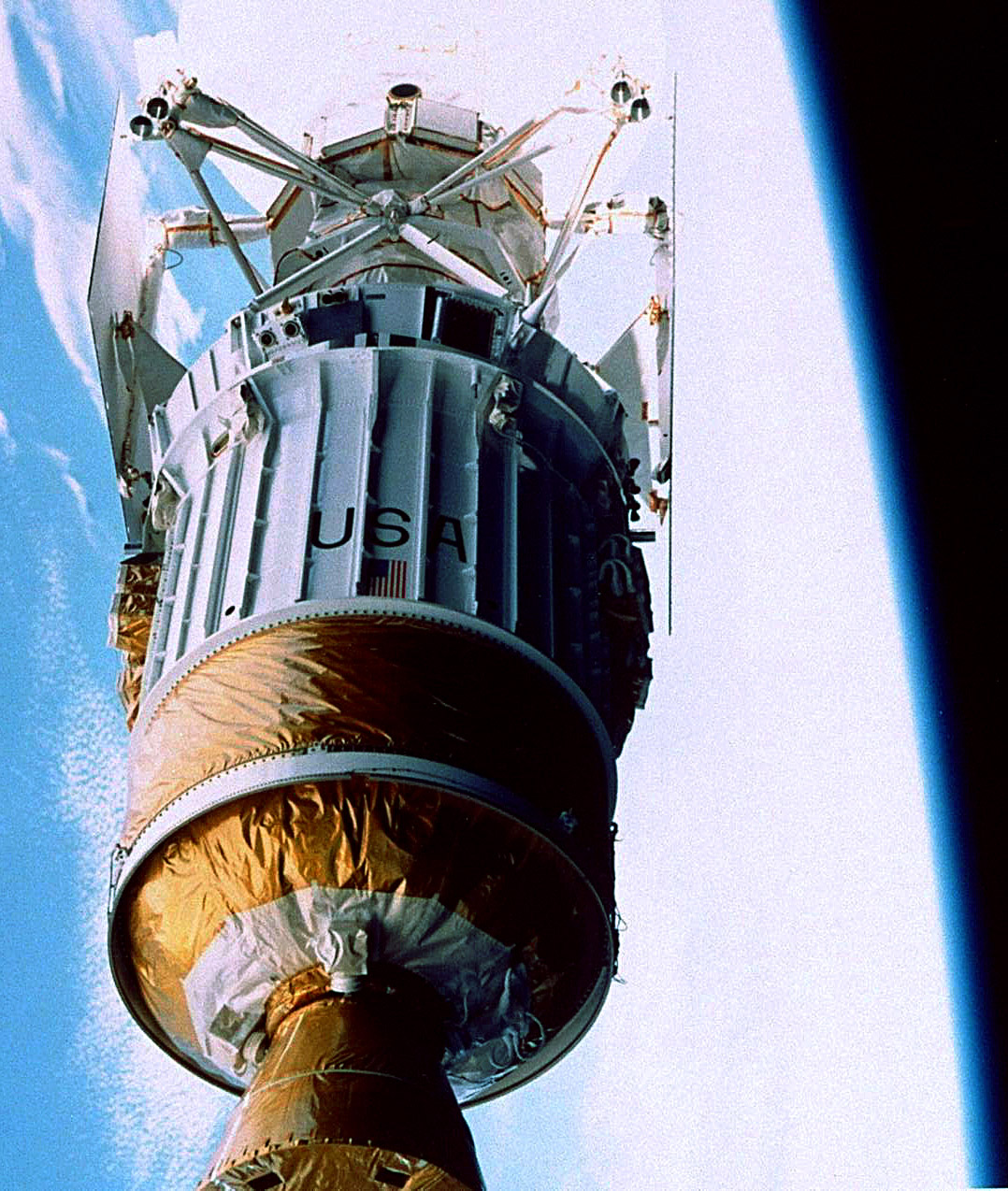
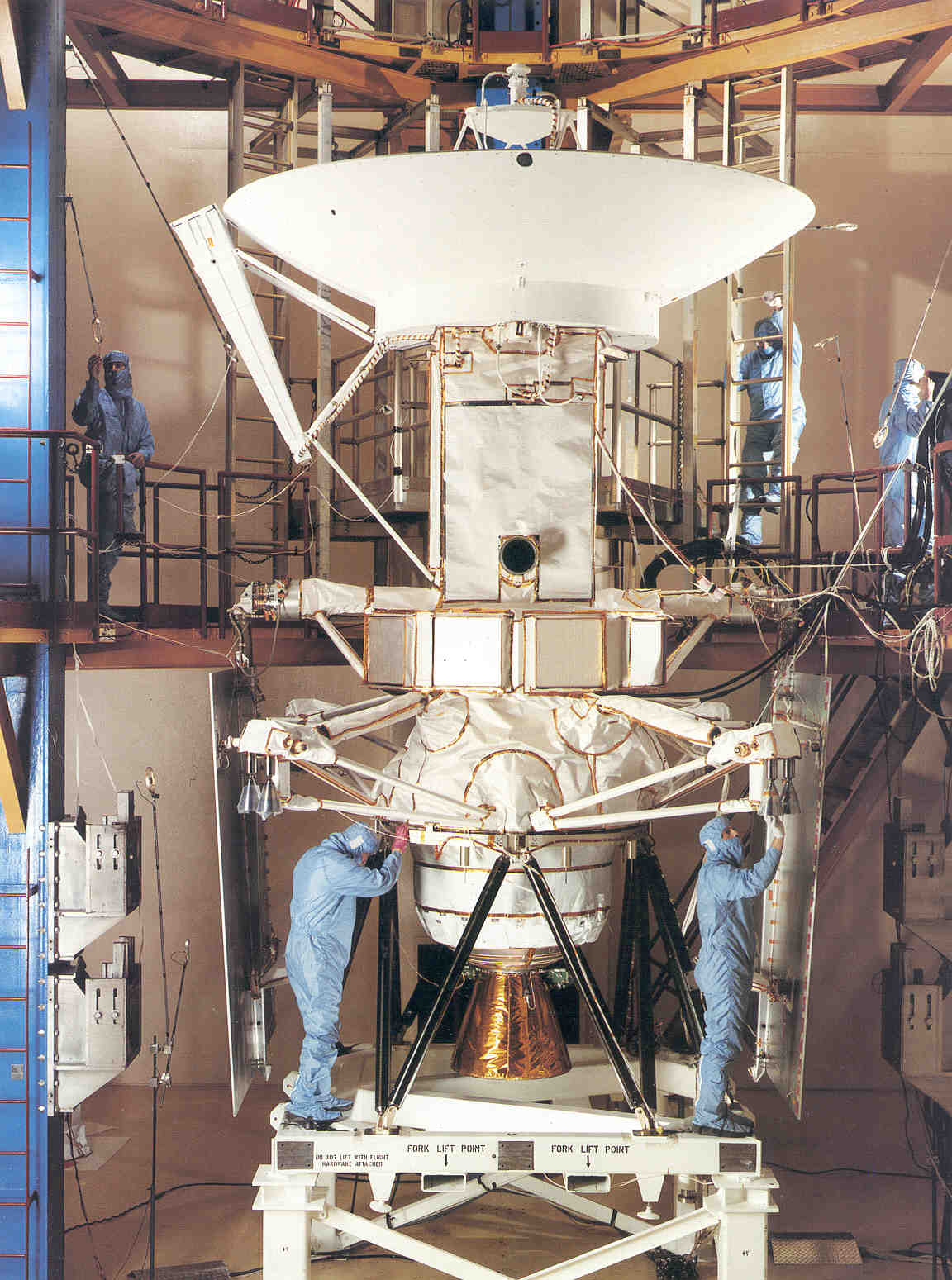
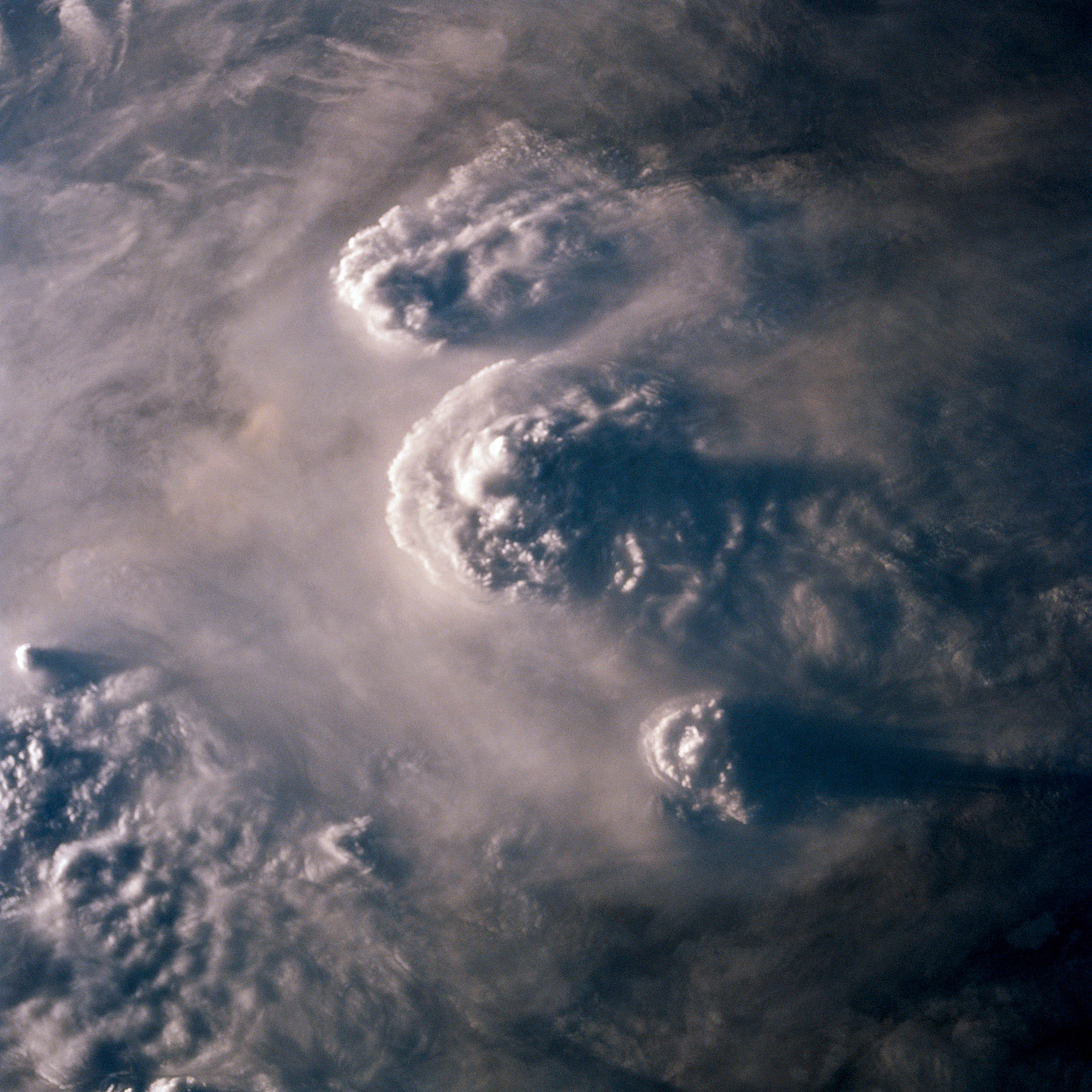
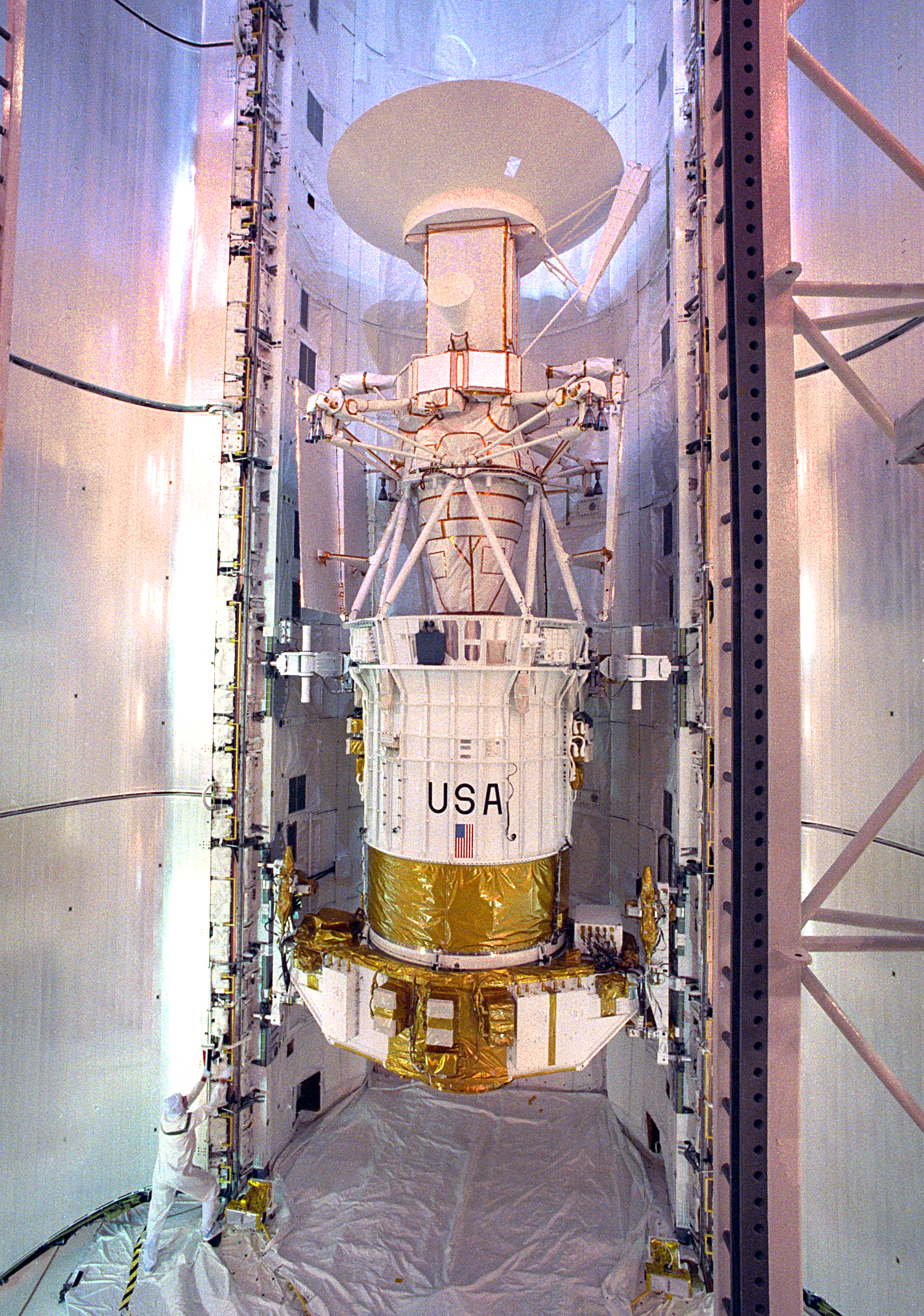
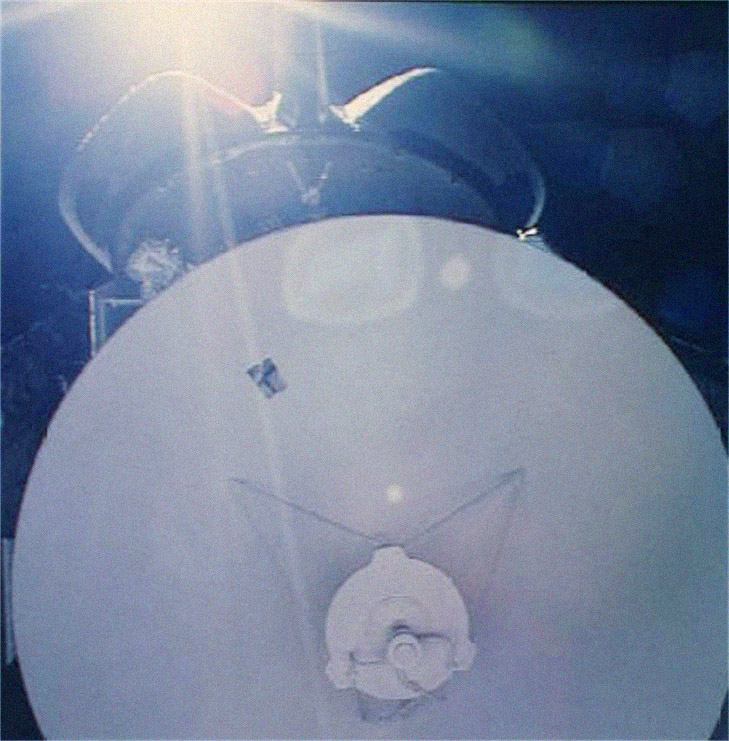
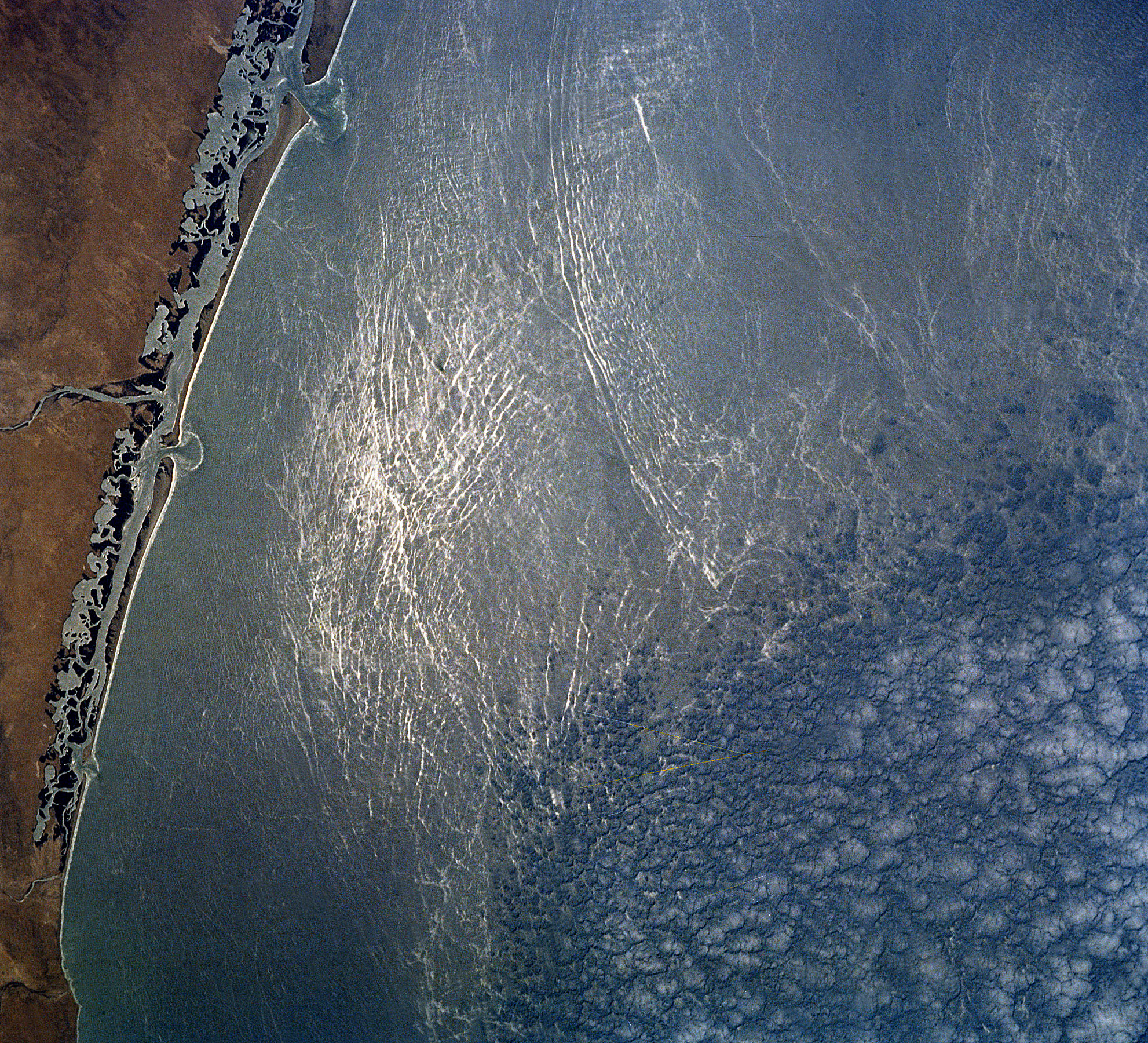